# Жямейи-Паняряй
Жямейи-Паняряй (лит. Žemieji Paneriai) — микрорайон Вильнюса, находится на юго-западе города, на левом берегу реки Вилия. Через микрорайон проходит проспект Саванорю и железная дорога, имеется комплекс промышленных предприятий. Входит в Вилкпедское староство (лит. Vilkpedės seniūnija).

## География
Микрорайон окружён Паняряйскими холмами с востока, юга и юго-запада. Находится в долине реки Вилия между районом Вилкпеде на северо-востоке, Риовонисом и Паняряйским лесом на востоке, Аукштейи-Паняряй на юго-западе, Янкишкес на северо-западе, Вилия (с другой стороны — Букчай) окружает микрорайон на севере.

## Достопримечательности
На пересечении автодорог A1 Вильнюс — Каунас — Клайпеда и A4 Вильнюс — Варена — Гродно находится Паняряйская часовня распятого Иисуса, имеется кладбище, участок старой дороги Вильнюс-Каунас, а также Институт физики, место битвы при Понарах. К востоку от Жямейи-Паняряй возле улицы Зуйкю (лит. Zuikių g.) находится Паняряйский железнодорожный тоннель — один из первых железнодорожных тоннелей Российской империи.